# Aleksander Remigian Powalski
Aleksander Remigian Lewald Powalski (Powolski) herbu Rogala – sędzia świecki w latach 1662–1685.
Poseł sejmiku generalnego pruskiego na sejm 1662 roku, sejm 1664/1665 roku, sejm 1665 roku, drugi sejm 1666 roku, sejm nadzwyczajny 1668 roku i sejm nadzwyczajny (abdykacyjny) 1668 roku. Poseł na sejm konwokacyjny 1668 roku z powiatu świeckiego. Był elektorem Michała Korybuta Wiśniowieckiego z województwa pomorskiego w 1669 roku. Poseł na sejm nadzwyczajny 1670 roku z powiatu świeckiego. Poseł powiatu świeckiego województwa pomorskiego z sejmiku malborskiego na sejm koronacyjny 1676 roku.